# Glauconycteris gleni
Glauconycteris gleni är en fladdermusart som först beskrevs av Peterson och Smith 1973.  Glauconycteris gleni ingår i släktet Glauconycteris och familjen läderlappar. Inga underarter finns listade i Catalogue of Life.
Arten når en absolut längd av 96 till 106 mm, inklusive en 44 till 50 mm lång svans samt en vikt av 8,5 till 15 g. Den har 38 till 42 mm långa underarmar, en vingspann av 290 till 310 mm, 8 till 10 mm långa bakfötter och 13 till 16 mm stora öron. Glauconycteris gleni saknar liksom andra läderlappar hudflikar (bladet) på näsan och den har ljusbruna öron. Den mjuka pälsen bildas på ryggens mitt av 7 till 9 mm långa hår. Håren på ovansidan är nära roten mörk gråbruna, i mitten mörkbruna och vid spetsen ljus rödbruna eller krämfärgade. Det finns inga mönster (fläckar, strimmor) på axlarna eller andra delar av pälsen. På undersidan förekommer ljus rödbrun, krämfärgad eller vit päls. Svansflyghuden är nära kroppen täckt med hår och svansen är helt eller nästan helt inbäddad. Påfallande är vingarna som är främst vita och lite genomskinliga med några bruna fläckar. Även vid fingrarnas ben är flygmembranen brun.
Framtänderna i överkäkens mitt har en eller två knölar på toppen och antalet knölar på de nedre framtänderna är tre eller fyra.
Denna fladdermus är bara känd från två platser i Afrika, en i Kamerun och den andra i Uganda. Habitatet utgörs antagligen av fuktiga tropiska skogar. Individerna bildar troligen kolonier vid viloplatsen.